# Balleroy-sur-Drôme
Balleroy-sur-Drôme è un comune francese di nuova costituzione in Normandia, dipartimento del Calvados, arrondissement di Bayeux. Il 1º gennaio 2016 è stato creato accorpando i 2 comuni di Balleroy e Vaubadon che ne sono diventati comuni delegati.